# Somebody New
Somebody New is een nummer van de Nederlandse zangeres Jana Mila uit 2024. Het is de eerste single van haar debuutalbum Chameleon.
Hoewel "Somebody New" een vrolijk geluid heeft, gaat de tekst over het moment waarop een relatie uit elkaar begint te vallen, nog voor het officieel voorbij is. Het nummer bereikte de Nederlandse Top 40 of Tipparade niet, maar werd wel uitgeroepen tot TopSong op NPO Radio 2. Door veelvuldige airplay op dat station en op andere publieke zenders, drong het nummer wel door tot de Nederlandse Airplay Top 100, waar het de 37e positie bereikte.

## Tracklijst
Muziekdownload
1. "Somebody New" - 2:52